# Estación Várzea Paulista
La Estación Várzea Paulista es una estación del sistema de trenes metropolitanos perteneciente a la Línea 7-Rubí, ubicada en el municipio de Várzea Paulista, en la Región Metropolitana de São Paulo.

## Historia
La estación fue inaugurada el 1 de julio de 1891, en el área rural de Jundiaí. A su lado, más tarde, se instaló la empresa L. Queiroz, de productos químicos (hoy Elekeiroz). 
En los años 50, el nombre de la estación fue modificado a Secundino Veiga. 
Hoy la estación atiende a los trenes de la CPTM con el nombre de Várzea Paulista.

## Tabla
| Sigla | Estación        | Inauguración       | Integración               | Plataformas | Posición    | Comentarios                 |
| ----- | --------------- | ------------------ | ------------------------- | ----------- | ----------- | --------------------------- |
| VPL   | Várzea Paulista | 1 de julio de 1891 | Bilhete Único de SPTrans. | Laterales   | Superficial | Estación original de la SPR |